# クリスティーヌ・デ・ベル
- クリスチーネ・デベル

クリスティーヌ・デ・ベル（Kristine DeBell、1954年12月10日 - ）はアメリカ合衆国の女優及びモデル。

## 主な出演作品
- エッチの国のアリス Alice in Wonderland: An X-Rated Musical Fantasy (1976)
- 抱きしめたい I Wanna Hold Your Hand (1978)
- 愛の断層 Bloodbrothers (1978)
- チアリーダーズ ワイルド・ウィークエンド The Great American Girl Robbery (1978)
- ピンナップ・ガール 裸の天使 Katie: Portrait of a Centerfold (1978)
- メーン・イベント The Main Event (1979)
- ミートボール Meatballs (1979)
- バトルクリーク・ブロー Battle Creek Brawl (1980)
- ウィリーとフィル 危険な関係 Willie & Phil (1980)
- 暗殺遊戯 キャンパスは凶弾のデスマッチ Tag: The Assassination Game (1982)
- キング・オブ・ザ・シティ Club Life (1986)